# Fabio Barchitta
Fabio Barchitta (Catania, 23 novembre 1961) è un pilota motociclistico italiano.

## Carriera
Nasce a Catania ma si trasferisce, con il padre insegnante, a Mestre. Appassionato fin da bambino di moto, riesce solo con la maggiore età ad entrare seriamente nel mondo del motociclismo sportivo. È infatti nel 1981 che debutta in sella ad una Laverda 500 nel trofeo monomarca. Nel 1983 con il Moto Club Spinea prende parte al Campionato Italiano riservato alle moto di serie classe 750 cm³ con una Kawasaki GPZ, classificandosi al 2º posto.
L'anno seguente ottiene il titolo di Campione Italiano nel Campionato Italiano Velocità TT2 e Campionato Endurance TT1 in sella ad una Ducati GPM TT2. Partecipa inoltre al mondiale Formula 2 collezionando un punto nella tappa cecoslovacca di Brno. Con il Team Italia partecipa nel 1985 e nel 1986 al campionato Europeo della classe 500 con una Honda RS 500 posizionandosi rispettivamente al 5º e 6º posto in classifica finale.
Nel 1987 riesce ad organizzare un team autonomamente per il motomondiale: correrà in classe 500 su una Honda RS 500 R. Anche l'anno successivo corre nella stessa categoria, con licenza sammarinese, raggiungendo il suo miglior risultato finale, con il 21º posto e 12 punti in classifica. Continua nel frattempo il suo impegno nel campionato continentale che gli regala le sue uniche due vittorie nel 1988 ad Assen e Jerez.
Nel 1989 entra nel team Rudy Project Aprilia per disputare il motomondiale nella classe 250. Ad Hockenheim il 28 maggio 1989 è coinvolto, insieme a Bruno Bonhuil in un grave incidente in cui perde la vita il pilota ufficiale Aprilia Ivan Palazzese. Grazie anche al pronto intervento del dottor Costa e della clinica mobile riesce a salvarsi, anche se sarà costretto ad abbandonare per sempre le competizioni. Recuperato il trauma dell'incidente, continua a restare nell'ambiente delle corse, svolgendo attività di marketing e seguendo come manager Roberto Rolfo. Partecipa come opinionista a trasmissioni di approfondimento e lavora come marketing manager.

## Risultati nel motomondiale
| 1986 | Classe | Moto  |  |  |  |  |    |  |  |  |  |  |    |    |  |  |  | Punti | Pos. |
| ---- | ------ | ----- |  |  |  |  | -- |  |  |  |  |  | -- | -- |  |  |  | ----- | ---- |
| 1986 | 500    | Honda |  |  |  |  | 17 |  |  |  |  |  | 17 | NE |  |  |  | 0     |      |

| 1987 | Classe | Moto  |  |  |    |    |    |    |    |     |    |    |    |    |     |  |  | Punti | Pos. |
| ---- | ------ | ----- |  |  | -- | -- | -- | -- | -- | --- | -- | -- | -- | -- | --- |  |  | ----- | ---- |
| 1987 | 500    | Honda |  |  | 16 | 17 | NQ | 17 | 15 | Rit | 24 | 18 | 16 | 13 | Rit |  |  | 0     |      |

| 1988 | Classe | Moto  |    |    |    |     |    |     |  |     |    |    |    |    |    |    |    | Punti | Pos. |
| ---- | ------ | ----- | -- | -- | -- | --- | -- | --- |  | --- | -- | -- | -- | -- | -- | -- | -- | ----- | ---- |
| 1988 | 500    | Honda | NP | NQ | 18 | Rit | 18 | Rit |  | Rit | 29 | 16 | 15 | 18 | 16 | 10 | 11 | 12    | 21º  |

| 1989 | Classe | Moto    |    |    |    |     |    |     |  |  |  |  |  |  |  |  |  | Punti | Pos. |
| ---- | ------ | ------- | -- | -- | -- | --- | -- | --- |  |  |  |  |  |  |  |  |  | ----- | ---- |
| 1989 | 250    | Aprilia | 26 | 19 | 17 | Rit | 23 | Rit |  |  |  |  |  |  |  |  |  | 0     |      |

| Legenda | 1º posto        | 2º posto            | 3º posto            | A punti      | Senza punti        | Grassetto – Pole position Corsivo – Giro più veloce |
| Legenda | Gara non valida | Non qual./Non part. | Ritirato/Non class. | Squalificato | '-' Dato non disp. | Grassetto – Pole position Corsivo – Giro più veloce |